# Carlstadt (Düsseldorf)
La Carlstadt (letteralmente «città carlina», così denominata in onore del principe-conte palatino del Reno Carlo IV, è un quartiere (Stadtteil) della città tedesca di Düsseldorf, appartenente al distretto 1.